# Selección de baloncesto de Tahití
La selección de baloncesto de Tahití es el equipo formado por jugadores de nacionalidad tahitiana que representa a la Federación de Baloncesto de Tahití en las competiciones internacionales organizadas por la Federación Internacional de Baloncesto (FIBA) o el Comité Olímpico Internacional (COI): los Juegos Olímpicos, la Copa Mundial de Baloncesto y el Campeonato FIBA Oceanía.

## Historia
Fue creada en el año 1960 y es una de la naciones fundadoras del FIBA Oceanía. El primer torneo oficial en el que participó fue en los Juegos del Pacífico de 1963 en los que ganó la medalla de oro, la primera de cuatro consecutivas que ganó en el torneo.
Es participante habitual en los Juegos del Pacífico, donde ha sido campeón en cinco ocasiones y también ha participado en el Campeonato FIBA Oceanía donde terminó en tercer lugar en la edición de 1987.
También participó en el desaparecido Torneo de Baloncesto de Oceanía en el que terminó en tercer lugar en dos ocasiones en 1989 y 1997.

## Historial

### Copa Mundial
Resultado General: No ocupa puesto
| Copa Mundial de Baloncesto |
| --- |
| - 1950: No calificó - 1954: No calificó - 1959: No calificó - 1963: No calificó - 1967: No calificó - 1970: No calificó - 1974: No calificó - 1978: No calificó - 1982: No calificó - 1986: No calificó - 1990: No calificó - 1994: No calificó - 1998: No calificó - 2002: No calificó - 2006: No calificó - 2010: No calificó - 2014: No calificó - 2019: No calificó - 2023: No calificó - 2027: TBD |

### Juegos Olímpicos
| Baloncesto en los Juegos Olímpicos |
| --- |
| - Berlín 1936: No calificó - Londres 1948: No calificó - Helsinki 1952: No calificó - Melbourne 1956: No calificó - Roma 1960: No calificó - Tokio 1964: No calificó - México 1968: No calificó - Múnich 1972: No calificó - Montreal 1976: No calificó - Moscú 1980: No calificó - Los Ángeles 1984: No calificó - Seúl 1988: No calificó - Barcelona 1992: No calificó - Atlanta 1996: No calificó - Sídney 2000: No calificó - Atenas 2004: No calificó - Pekín 2008: No calificó - Londres 2012: No calificó - Río 2016: No calificó - Tokio 2020: No calificó - París 2024: No calificó |

## Palmarés
- Campeonato FIBA Oceanía:
  -  Tercer lugar (1): 1987

- Copa FIBA Polinesia:
  -   Campeón (2): 2018, 2022

- Juegos del Pacífico:
  -   Campeón (5): 1963, 1966, 1969, 1971, 1995
  -  Subcampeón (1): 1979, 2019
  -  Tercer lugar (3): 1991, 2011, 2015

- Torneo de Baloncesto de Oceanía:
  -  Tercer lugar (2): 1989, 1997